# 308 г. пр.н.е.
308 (триста и осма) година преди новата ера (пр.н.е.) е година от доюлианския (Помпилийски) римски календар.

## Събития

### В Гърция и елинистичния Изток
- Настъпва временно помирение между Антигон I Монофталм и Птолемей I.[1]
- Птолемей прави опит за намеса в работите на Гърция като изпраща голяма египетска експедиция в Пелопонес, но скоро е принуден да оттегели войската като се задоволи с оставянето на гарнизони в някои важни населени места като Коринт, Сикион, Мегара и други.[2]

### В Азия
- Селевк започва война с Чандрагупта.[1]

### В Сицилия
- Поражението на Акраг възстановява сиракузкия контрол над южната част на остров Сицилия.[3]

### В Картаген и Африка
- Опитът за преврат осъществен от Бомилкар е провален, а самият той е убит.[3]
- Офел потегля по суша от Киренайка с армия от 10 000 пехота, 600 кавалерия и 100 колесници, за да се присъедини към Агатокъл. При пристигането си в лагера на сиракузкия тиран той е посрещнат радушно, но скоро между двамата възниква сериозен спор, вероятно относно въпроса за върховното командване в походите срещу картагенците. Това кара Агатокъл да действа първи като убива Офел, а след това присъединява армията му към своята.[4]

### В Римската република
- Консули са Публий Деций Муз (за II път) и Квинт Фабий Максим Рулиан (за III път).
- Римляните постигат военни успехи в Умбрия, град Мевания им се предава и те сключват съюз с Окрикулум.[3]
- Подновен е четиридесетгодишния мирен договор с Тарквиния.[3]

## Родени
- Птолемей II, цар на Египет (умрял 246 г. пр.н.е.)

## Починали
- Бомилкар, картагенски пълководец и държавник
- Клеопатра Македонска, дъщеря на македонския цар Филип II и сестра на Александър Велики (родена 355 г. пр.н.е.)
- Офел, македонски политик и войник, служил в армията на Александър Велики и впоследствие управлявал Киренайка номинално под властта на Птолемей I.